# Edward Windsor
Ne doit pas être confondu avec Edward de Kent ou Edward d'Édimbourg.
Edward Windsor, baron Downpatrick, née le 2 décembre 1988 à Londres, est une personnalité britannique, membre de la famille royale.

## Biographie
Edward Edmund Maximilian George Windsor, baron Downpatrick est né le 2 décembre 1988 au St Mary's Hospital de Paddington à Londres.
Aîné et unique fils des enfants du comte et de la comtesse de St Andrews, il est le premier né des petits-enfants du prince Edward, duc de Kent, cousin de la reine Élisabeth II, et l'arrière-arrière petit-fils du roi George V du Royaume-Uni. Il a deux sœurs cadettes, Marina et Amelia.
Il compte parmi les filleuls de Diana, princesse de Galles.

### Études et Carrière
Edward Windsor a fait ses études au Collège d’Eton près de Windsor et s’est inscrit au Keble College à Oxford où il a étudié les langues modernes avec une spécialisation en français et en allemand. À Oxford, il était le président du Bullingdon Club. Après l’université, il a voulu rejoindre la British Army mais ne s’étant pas totalement remis de ses blessures causées par le rugby, il a abandonné l’idée.
Il a d’abord eu l’idée de lancer une marque de mode en randonnée en Écosse en 2009, mais a décidé de se concentrer d’abord sur ses études et sa carrière d'analyste financier à JP Morgan.
Edward a par la suite quitté JP Morgan et a commencé à travailler comme styliste en 2016. Il est cofondateur et directeur créatif de la marque de mode FIDIR, qu’il a lancée avec Justine Dalby en 2017. La marque est une collection de vêtements d’extérieur et d’accessoires.

## Religion et ordre de succession
En 2003, à l'âge de 15 ans, suivant l’exemple de sa grand-mère la duchesse de Kent et de son oncle Nicholas Windsor, Edward Windsor a choisi de se convertir au catholicisme. Conformément à l'acte d'établissement protestant de 1701, il a donc été retiré de l'ordre de succession au trône britannique. Il reste cependant deuxième dans l'ordre de succession au duché de Kent.